# Sarm West Studios

Логотип студии

Sarm West Studios — (ранее известная как SARM West Studios) — студия звукозаписи, расположенная в лондонском районе Ноттинг-Хилле. Была основана Крисом Блэкуэллом, главой Island Records, и первоначально называлась Basing Street Studios. Также была известна как Island Studios (отсылка к названию лейбла). SARM — аббревиатура «Sound and Recording Mobiles».
Студия располагалась внутри бывшей секуляризированной церкви. Блэкуэлл регулярно записывал в ней исполнителей своего лейбла, в том числе: Iron Maiden, Боба Марли, Стив Уинвуд, Free, Bad Company, Роберта Палмера, Джимми Клиффа, Ника Дрейка, Fairport Convention, King Crimson, Джона Мартина, Mott the Hoople, Quintessence, Roxy Music, Брайана Ино, Sparks, Кэта Стивенса, Spooky Tooth, Traffic, If, Jethro Tull, Average White Band и Sensational Alex Harvey Band.
Помимо этого, студию арендовали музыканты, не имеющие контрактов с Island Records, такие как: Мадонна, ABC, The Clash, Pet Shop Boys, KT Tunstall, Depeche Mode, The Eagles, Dire Straits, East 17, Take That, Boyzone, Emerson, Lake & Palmer, Рианна, Пол Маккартни, The Rolling Stones, Genesis, Yes, Led Zeppelin, Кристина Агилера, Джоан Арматрейдинг, Ник Кершоу и Lighthouse Family.
В 1970 году на студии были записаны два легендарных альбома: Led Zeppelin IV группы Led Zeppelin и Aqualung группы Jethro Tull. В 1973 году её одновременно арендовали Боб Марли (микшировавший пластинку Catch a Fire) и группа The Rolling Stones (записавшая на ней часть альбома Goats Head Soup). В течение года Марли снимал квартиру, расположенную над студией, а его личный шеф-повар готовил еду для её персонала в течение большей части 1980-х. Летом 1977 года студию арендовала группа Queen, записав на ней часть своей пластинки News of the World, включая хит «We Are the Champions»; ранее коллектив уже использовал студию для записи отрывков композиций «Bohemian Rhapsody» и «The Prophet’s Song», а также для съёмок видео для песни «Somebody to Love». Кафедральный орган, звучавший в композиции Джорджа Майкла «Faith» (1987), также был записан в стенах Island Studios.
В середине 1970-х годов студия была первой в Англии оборудована 24-дорожечным рекордером; впоследствии она стала первой британской студией с 48-дорожечной аппаратурой.
В ноябре 1984 года в студии состоялась запись благотворительного сингла «Do They Know It’s Christmas?» участниками супергруппы Band Aid в поддержку голодающего населения Эфиопии. В ноябре 2014 года студия была использована для записи благотворительного сингла проекта Band Aid 30.
В мае 2011 года к студии были добавлены два новых помещения для звукозаписи, а также бизнес-офисы. Помимо этого, в ней появились жилые помещения, что было связано с возвращением политики долгосрочной аренды.
В настоящее время студия принадлежит SPZ Group, холдинговой компании Тревора Хорна. Помимо этого, в неё входят лейблы ZTT Records и Stiff Records, а также музыкальные издательства Perfect Songs и Unforgettable Songs.